# Aneflomorpha parvipunctata
Aneflomorpha parvipunctata là một loài bọ cánh cứng trong họ Cerambycidae.